# Kanton Ménigoute
Der Kanton Ménigoute war bis 2015 ein französischer Wahlkreis im Arrondissement Parthenay, im Département Deux-Sèvres und in der Region Poitou-Charentes; sein Hauptort war Ménigoute. Vertreter im Generalrat des Départements war zuletzt von 2011 bis 2015 Didier Gaillard (DVD).
Der elf Gemeinden umfassende Kanton war 233,52 km² groß und hatte 4507 Einwohner (Stand: 1999).

## Gemeinden
| Gemeinde                  | Einwohner Jahr | Fläche km² | Bevölkerungsdichte | Code INSEE | Postleitzahl |
| ------------------------- | -------------- | ---------- | ------------------ | ---------- | ------------ |
| Chantecorps               | 325 (2013)     | –          | – Einw./km²        | 79068      | 79340        |
| Coutières                 | 173 (2013)     | –          | – Einw./km²        | 79105      | 79340        |
| Fomperron                 | 428 (2013)     | –          | – Einw./km²        | 79121      | 79340        |
| Les Forges                | 134 (2013)     | –          | – Einw./km²        | 79124      | 79340        |
| Ménigoute                 | 870 (2013)     | –          | – Einw./km²        | 79176      | 79340        |
| Reffannes                 | 362 (2013)     | –          | – Einw./km²        | 79225      | 79420        |
| Saint-Germier             | 208 (2013)     | –          | – Einw./km²        | 79256      | 79340        |
| Saint-Martin-du-Fouilloux | 220 (2013)     | –          | – Einw./km²        | 79278      | 79420        |
| Vasles                    | 1.714 (2013)   | –          | – Einw./km²        | 79339      | 79340        |
| Vausseroux                | 338 (2013)     | –          | – Einw./km²        | 79340      | 79420        |
| Vautebis                  | 124 (2013)     | –          | – Einw./km²        | 79341      | 79420        |